# Konklave 1623

Wappen des Kardinalkämmerers während der Sedisvakanz

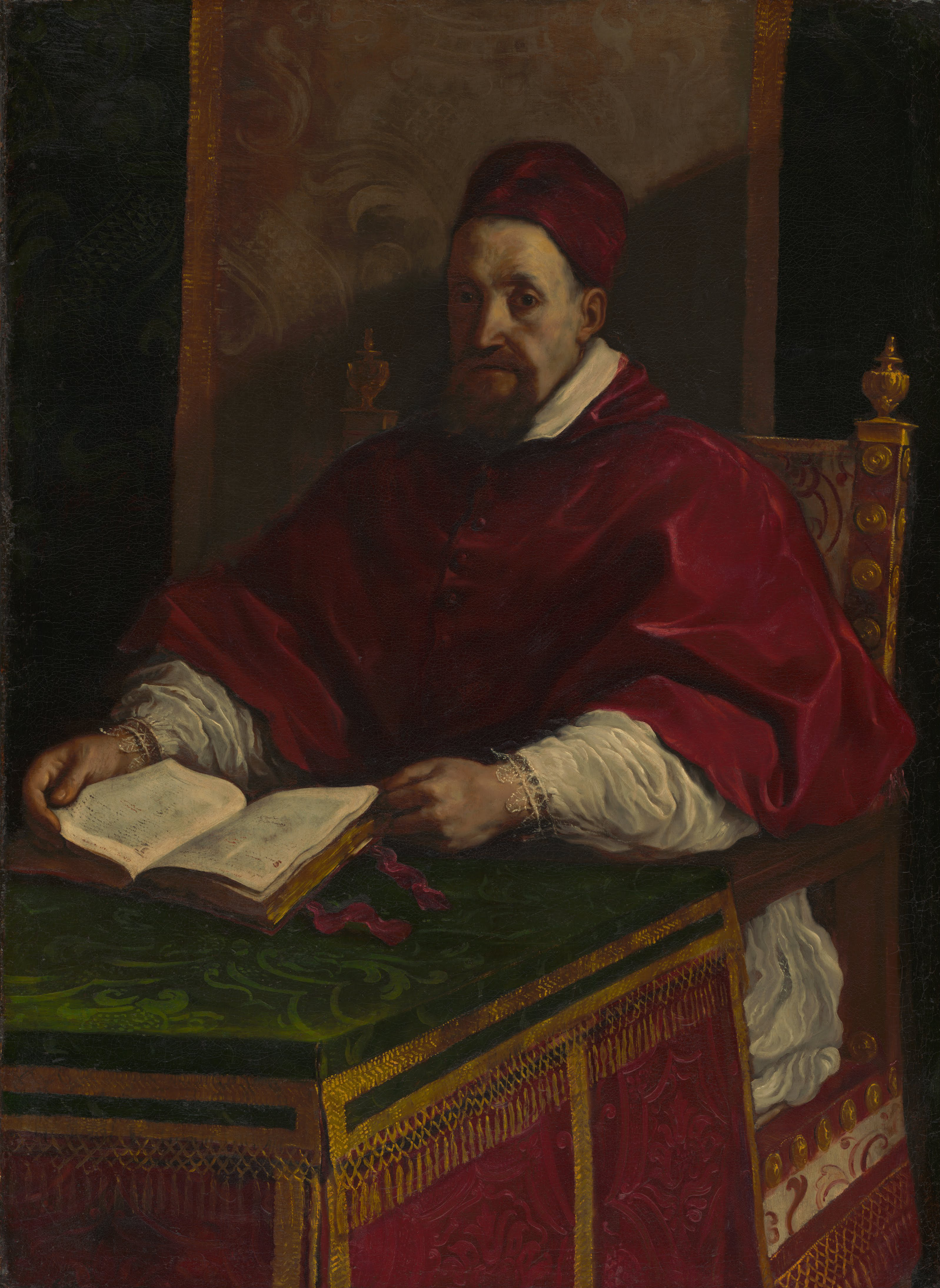
Gregor XV.

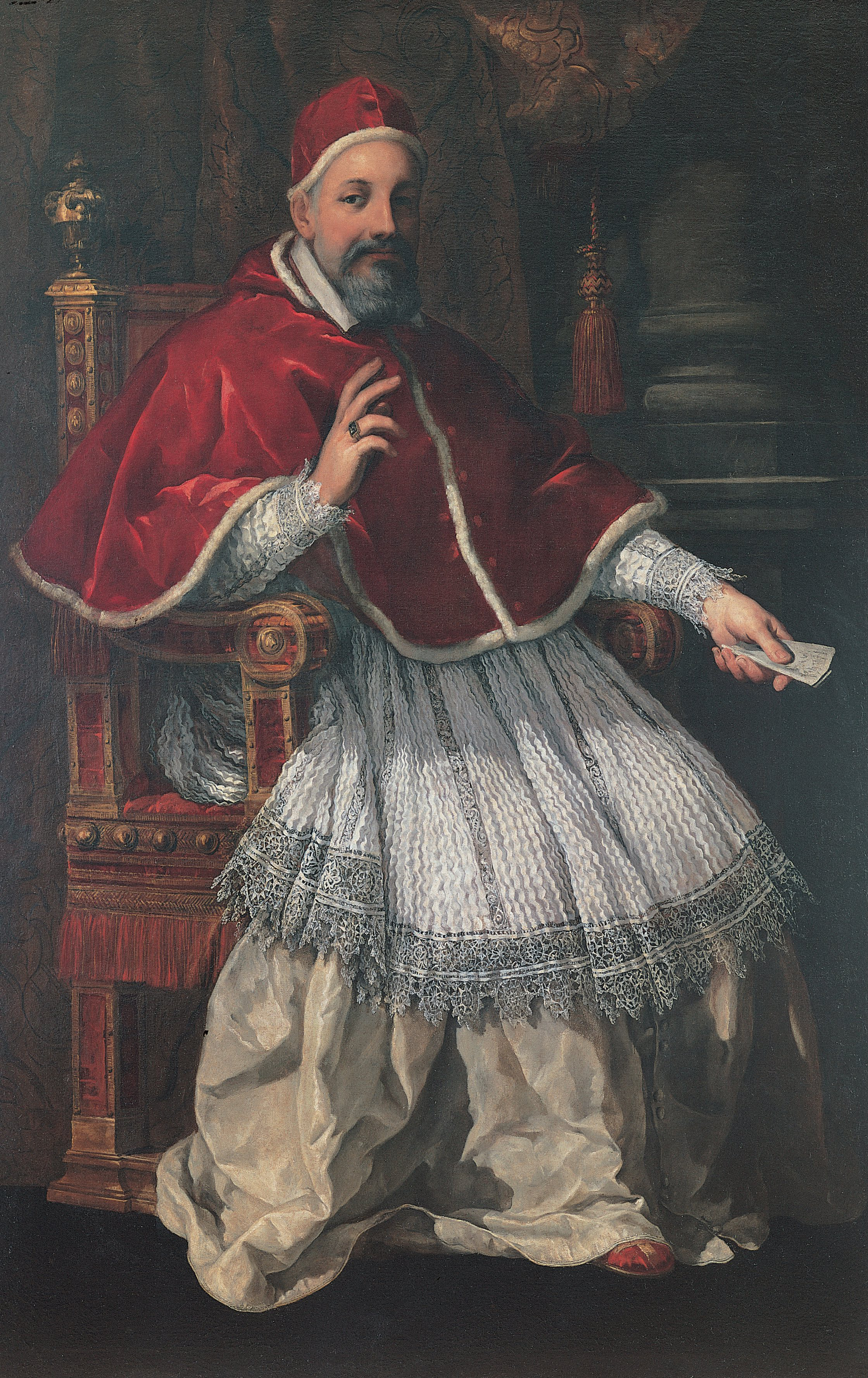
Papst Urban VIII.

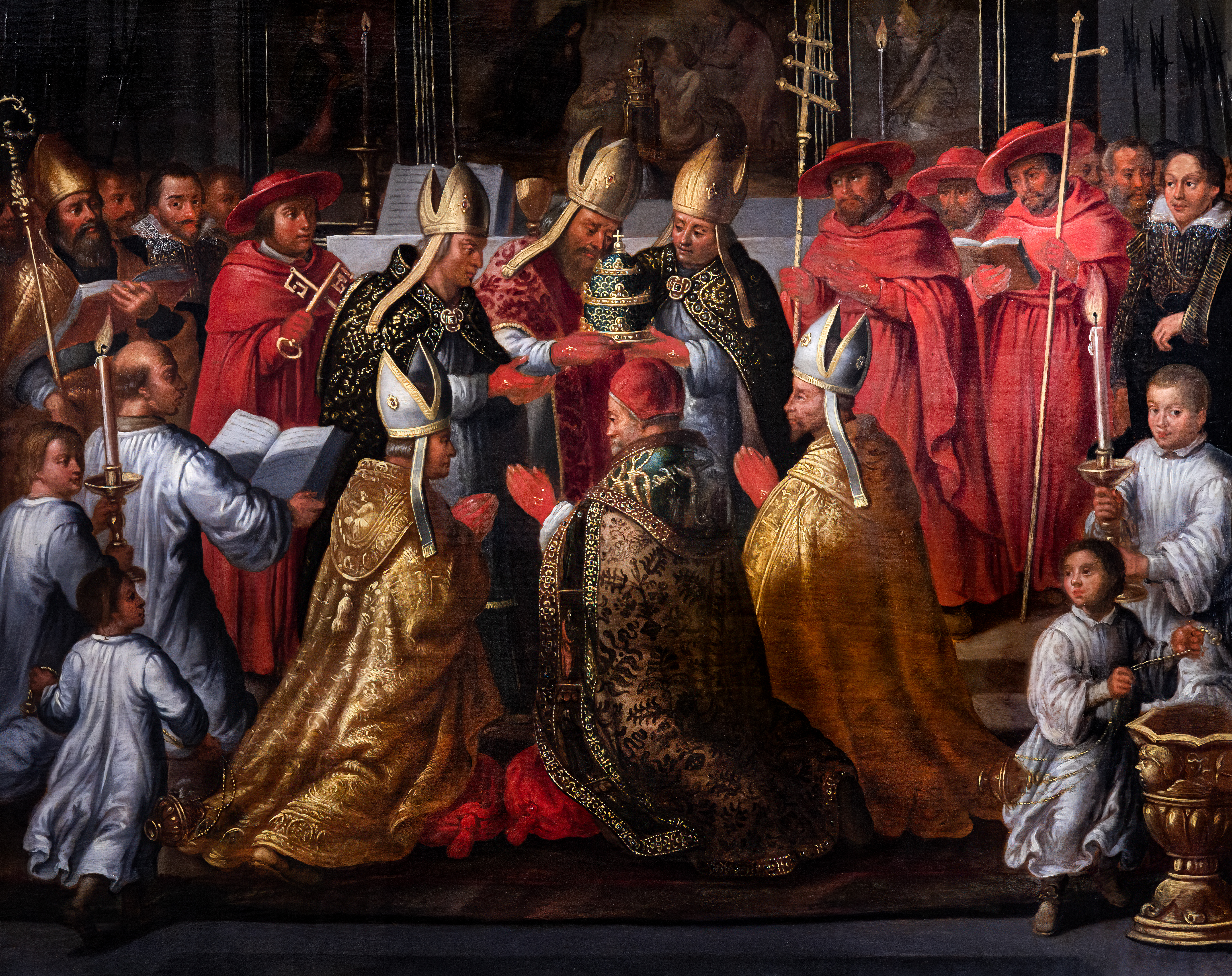
Krönung von Papst Urban VIII. im Jahr 1623

Das Konklave von 1623 war die Wahlversammlung der Kardinäle nach dem Tod von Papst Gregor XV. und dauerte vom 19. Juli 1623 bis zum 6. August 1623. Seine Wahl fiel nach 18 Tagen auf Maffeo Barberini, der sich Papst Urban VIII. nannte.

## Geschichte
Das Kardinalskollegium umfasste zu Konklavebeginn 66 Mitglieder, von denen jedoch 12 Kardinäle sich zur Zeit des Konklaves nicht in Rom aufhielten, so dass das Konklave 54 Teilnehmer zählte.
Die Kardinäle des Konklaves wurden von folgenden Päpsten kreiert:
- Gregor XV.: 9 Kardinäle
- Paul V.: 32 Kardinäle
- Clemens VIII.: 8 Kardinäle
- Gregor XIV.: 2 Kardinäle
- Sixtus V.: 2 Kardinäle
- Gregor XIII.: 1 Kardinal

Das Konklave teilte sich in vier Gruppen:
- Die Alten: Bei ihnen handelte es sich um Kardinäle, welche noch vor Papst Paul V. ernannt worden waren.
- Die Prinz-Kardinäle: Sie bestanden aus den Farnese und d’Este, wie auch aus Kardinal di Savoia.
- Die Borghesiani: Sie waren die Kreaturen von Papst Paul V. und zählten zwischen 22 und 25 Kardinälen.
- Die Ludovisiani: Sie wurden vom Kardinalnepoten des verstorbenen Papstes Gregor XV. Ludovico Ludovisi geführt. Erst 15 Mitglieder zählend, wuchs ihre Zahl später bis auf 20.

## Teilnehmer
- Kardinaldekan: Antonio Maria Sauli
- Kardinalsubdekan: Francesco Maria Bourbon del Monte
- Maffeo Barberini
- Giovanni Battista Deti
- Francesco Sforza
- Ottavio Bandini
- Federico Borromeo
- Andrea Baroni Peretti Montalto
- Bonifazio Bevilacqua
- Alessandro d’Este
- Domenico Ginnasi
- Carlo Gaudenzio Madruzzo
- Giovanni Doria
- Carlo Emanuele Pio di Savoia
- Scipione Caffarelli Borghese
- Giovanni Garzia Millini
- Marcello Lante della Rovere
- Maurizio di Savoia
- Fabrizio Veralli
- Giovanni Battista Leni
- Luigi Capponi
- Dezio Carafa
- Domenico Rivarola
- Pier Paolo Crescenzi
- Giacomo Serra
- Agostino Galamini
- Gaspar de Borja y Velasco
- Felice Centini
- Roberto Ubaldini
- Tiberio Muti
- Gabriel Trejo Paniagua
- Carlo de Medici
- Giulio Savelli
- Melchior Klesl
- Pietro Campori
- Matteo Priuli
- Scipione Cobelluzzi
- Francesco Cennini de’ Salamandri
- Guido Bentivoglio
- Pietro Valier
- Eitel Friedrich von Zollern
- Giulio Roma
- Cesare Gherardi
- Desiderio Scaglia
- Stefano Pignatelli
- Ludovico Ludovisi
- Antonio Caetani
- Francesco Sacrati
- Francesco Boncompagni
- Ippolito Aldobrandini
- Lucio Sanseverino
- Marco Antonio Gozzadini
- Cosimo de Torres
- Ottavio Ridolfi

## Abwesende Kardinäle
- Franz Xaver von Dietrichstein
- François d’Escoubleau de Sourdis
- Antonio Zapata y Cisneros
- François de la Rochefoucauld
- Baltasar de Moscoso y Sandoval
- Alessandro Orsini
- Francisco Gómez de Sandoval y Rojas
- Ferdinand von Österreich
- Louis de Nogaret de La Valette d’Épernon
- Agostino Spinola
- Armand-Jean du Plessis de Richelieu
- Alfonso de la Cueva